# فلوروراسیل
فلوروراسیل (به انگلیسی: fluorouracil)
رده درمانی: داروهای درمان سرطان
اشکال دارویی: آمپول

## موارد مصرف
کاربرد اصلی آن درمان سرطان‌های گوارشی است مانند سرطان کولورکتال و سرطان لوزالمعده. در سرطان‌های پوستی (به‌صورت موضعی) و در برخی اقدامات چشم‌پزشکی مانند ترابکولکتومی در درمان آب‌سیاه نیز به‌کار می‌رود.

## مکانیسم اثر
آنتی‌متابولیت و در واقع آنالوگ پیریمیدین است و موجب اختلال در همانندسازی دی‌ان‌ای می‌شود.

## عوارض جانبی
این دارو همانند سایر داروهای شیمی‌درمانی دارای اثرات جانبی بسیاری مانند لنفوپنی، لکوپنی، ترومبوسیتوپنی، کم‌خونی التهاب مخاط، درماتیت و اسهال است.